# Schneeberg (Saksonia)
Schneeberg − miasto w Niemczech, w kraju związkowym Saksonia, w okręgu administracyjnym Chemnitz, w powiecie Erzgebirgskreis (do 31 lipca 2008 w powiecie Aue-Schwarzenberg).

## Geografia
Schneeberg leży ok. 4 km na zachód od Aue.
Przez miasto przebiega droga krajowa B169, a swój początek ma droga krajowa B93.

## Miasta partnerskie
- Herten, Nadrenia Północna-Westfalia
- Veresegyház, Węgry

## Bibliografia

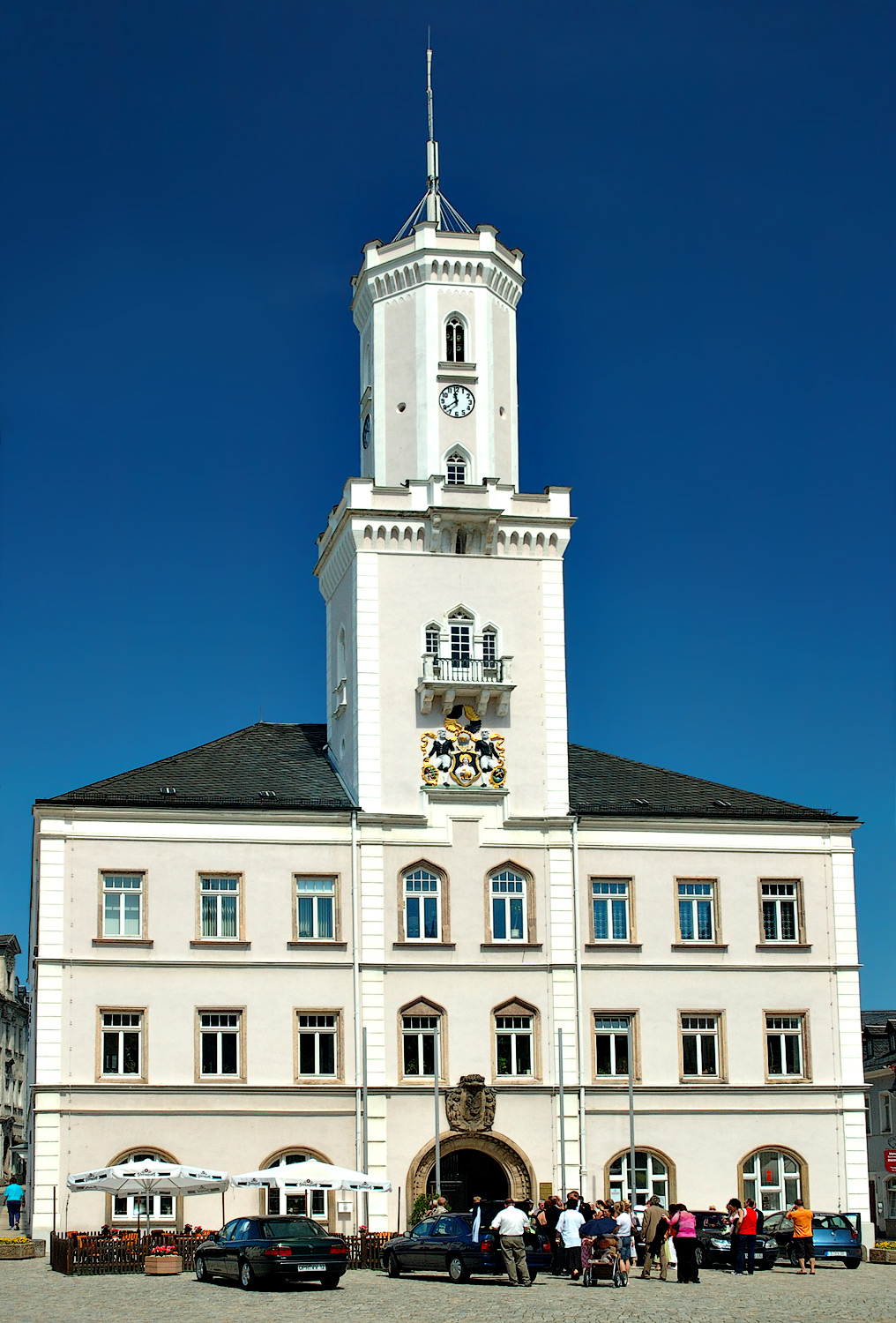
Ratusz w Schneeberg